# توماس اس. مارتین
توماس اس. مارتین (به انگلیسی: Thomas Staples Martin) سناتور سابق عضو حزب دموکرات ایالات متحده آمریکا بود. وی در سال ۱۸۹۵ تا ۱۹۱۹ میلادی سناتور ایالت ویرجینیا در سنای ایالات متحده آمریکا بود.